# United Alive
United Alive (nomeado United Alive in Madrid na versão em CD) é o quarto CD e o terceiro vídeo ao vivo da banda alemã de power metal Helloween. Lançado em 2019, é o registro oficial da turnê Pumpkins United, ocorrida entre 2017 e 2019, que celebrou a volta do vocalista Michael Kiske e do guitarrista Kai Hansen a banda, resultando na reunião completa desde 1989, após cerca de 27 anos, de praticamente todos os integrantes da formação clássica da banda (a única exceção é o baterista Ingo Schwichtenberg, morto em 1995) que gravou os celebrados álbuns Keeper of the Seven Keys Parte 1 (1987) e Parte 2 (1988), permanecendo também na banda o vocalista Andi Deris, o guitarrista Sascha Gerstner e o baterista Dani Loeble. Assim, o Helloween passa a contar com sete integrantes, sendo dois vocalistas e três guitarristas. O material em vídeo é gravado em cinco locais, o primeiro em São Paulo, Brasil, em 2017, o segundo, em Madrid, Espanha, também em 2017, o terceiro, em Santiago, Chile, no mesmo ano, o quarto, em Praga, República Tcheca, em 2018, e o quinto, em sua terra natal, a Alemanha, no maior festival de heavy metal do mundo, o Wacken Open Air, em 2018.

## Faixas

### DVD

#### DVD 1
1. "Halloween" (Hansen) - 13:29(*)
2. "Dr. Stein" (Weikath) - 5:47(*)
3. "I'm Alive" (Hansen) - 3:23(**)
4. "If I Could Fly" (Deris) - 4:13(*)
5. "Are You Metal?" (Deris) - 4:19(***)
6. "Rise and Fall" (Weikath) - 4:22(**)
7. "Waiting for the Thunder" (Deris) - 4:04(*)
8. "Perfect Gentleman" (Deris/Weikath) - 4:26(*)
9. "Kai's Medley (Starlight/Ride the Sky/Judas/Heavy Metal is the Law)" (Hansen/Weikath) - 14:36(***)
10. "Forever and One" (Deris) - 4:32(**)
11. "A Tale That Wasn't Right" (Weikath) - 6:09(***)
12. "I Can" (Deris/Weikath) - 4:48(*)
13. "Pumpkins United" (Kiske/Deris/Hansen/Weikath/Gerstner/Grosskopf/Loeble) - 6:28(***)
14. "Drumkins United" (solo de bateria de Dani e duelo virtual de bateria entre Dani e Ingo) (Loeble/Schwichtenberg) - 4:50(***)

#### DVD 2
1. "Livin' Ain't No Crime" (Weikath)/"A Little Time" (Kiske) - 6:38(*)
2. "Why?" (Deris) - 4:32(**)
3. "Sole Survivor" (Weikath/Deris) - 5:15(**)
4. "Power" (Weikath) - 4:16(*)
5. "How Many Tears" (Weikath) - 10:58(***)
6. "Invitation"/"Eagle Fly Free" (Weikath) - 7:55(*)
7. "Keeper of the Seven Keys" (Weikath) - 20:13(*)
8. "Mos-Kai-To" (solo de guitarra de Kai) (Hansen) - 2:38(*)
9. "Future World" (Hansen) - 4:46(*)
10. "I Want Out" (Hansen) - 9:08(***)
11. Encerramento e créditos - 4:59

- (*) Ao vivo em Madri, Espanha (12 de dezembro de 2017)
- (**) Ao vivo em São Paulo, Brasil (29 de outubro de 2017)
- (***) Ao vivo no festival Wacken Open Air, em Wacken, Alemanha (4 de agosto de 2018)

#### DVD 3

##### Faixas bônus
- "Halloween" (Ao vivo em São Paulo, Brasil - 29 de outubro de 2017) - 13:35
- "Dr. Stein" (Ao vivo em São Paulo, Brasil - 29 de outubro de 2017) - 5:29
- "Kids of the Century" (Ao vivo em Praga, República Tcheca - 25 de novembro de 2017) (Kiske) - 4:08
- "March of Time" (Ao vivo em Santiago, Chile - 31 de outubro de 2018) (Hansen) - 5:27

##### Extras
- Pumpkin's Whisper - 35:27
- Bursting Hamburg - 1:59
- The Essential LED Compilation - 17:09
- Set & Doc - The United Thing - 12:04
- The Keeper's Journey - 1:19

### Blu-Ray

#### Disco 1
- Mesmo conteúdo DVD's 1 e 2

#### Disco 2
- Mesmo conteúdo DVD 3

### CD (United Alive in Madrid)

#### CD 1
1. "Halloween" - 13:37
2. "Dr. Stein" - 5:36
3. "I'm Alive" - 3:48
4. "If I Could Fly" - 4:01
5. "Are You Metal?" - 4:28
6. "Rise and Fall" - 4:22
7. "Waiting for the Thunder" - 4:02
8. "Perfect Gentleman" - 4:50
9. "Kai's Medley" - 13:52
10. "Forever and One" - 5:22
11. "A Tale That Wasn't Right" - 5:43

#### CD 2
1. "I Can" - 4:57
2. "Livin' Ain't No Crime"/"A Little Time" - 6:39
3. "Sole Survivor" - 4:58
4. "Power" - 4:11
5. "How Many Tears" - 10:56
6. "Invitation"/"Eagle Fly Free" - 7:13
7. "Keeper of the Seven Keys" - 17:03
8. "Future World" - 5:36
9. "I Want Out" - 8:47

#### CD 3
1. "March of Time" (Ao vivo em Santiago, Chile - 31 de outubro de 2018) - 5:28
2. "Kids of the Century" (Ao vivo em Praga, República Tcheca - 25 de novembro de 2017) - 4:00
3. "Why?" (Ao vivo em São Paulo, Brasil - 29 de outubro de 2017) - 4:40
4. "Pumpkins United" (Ao vivo no festival Wacken Open Air, em Wacken, Alemanha - 4 de agosto de 2018) - 6:32

## Créditos
- Andi Deris - vocal
- Michael Kiske - vocal
- Kai Hansen - guitarras, vocal
- Michael Weikath - guitarras
- Sascha Gerstner - guitarras, vocal de apoio
- Markus Grosskopf - baixo
- Dani Loeble - bateria